# Mantellisaurus atherfieldensis
Mantellisaurus (il cui nome significa "lucertola di Mantell") è un genere estinto di dinosauro ornithopode iguanodonte vissuto nel Cretaceo inferiore, circa 130–120 milioni di anni fa (Barremiano-Aptiano), i cui resti sono stati ritrovati in Belgio (Bernissart), Inghilterra, Spagna e Germania. Il genere contiene un'unica specie valida, la specie tipo M. atherfieldensis, precedentemente nota come Iguanodon atherfieldensis. Il nuovo genere Mantellisaurus venne eretto per la specie da Gregory Paul nel 2007. Secondo Paul, Mantellisaurus era più gracile di Iguanodon e più strettamente imparentato con Ouranosaurus, rendendo Iguanodon nel suo senso tradizionale parafiletico. Mantellisaurus è noto da diversi scheletri completi e quasi completi. Il nome del genere rende omaggio a Gideon Mantell, lo scopritore originale del genere Iguanodon.

## Un parente prossimo dell'iguanodonte

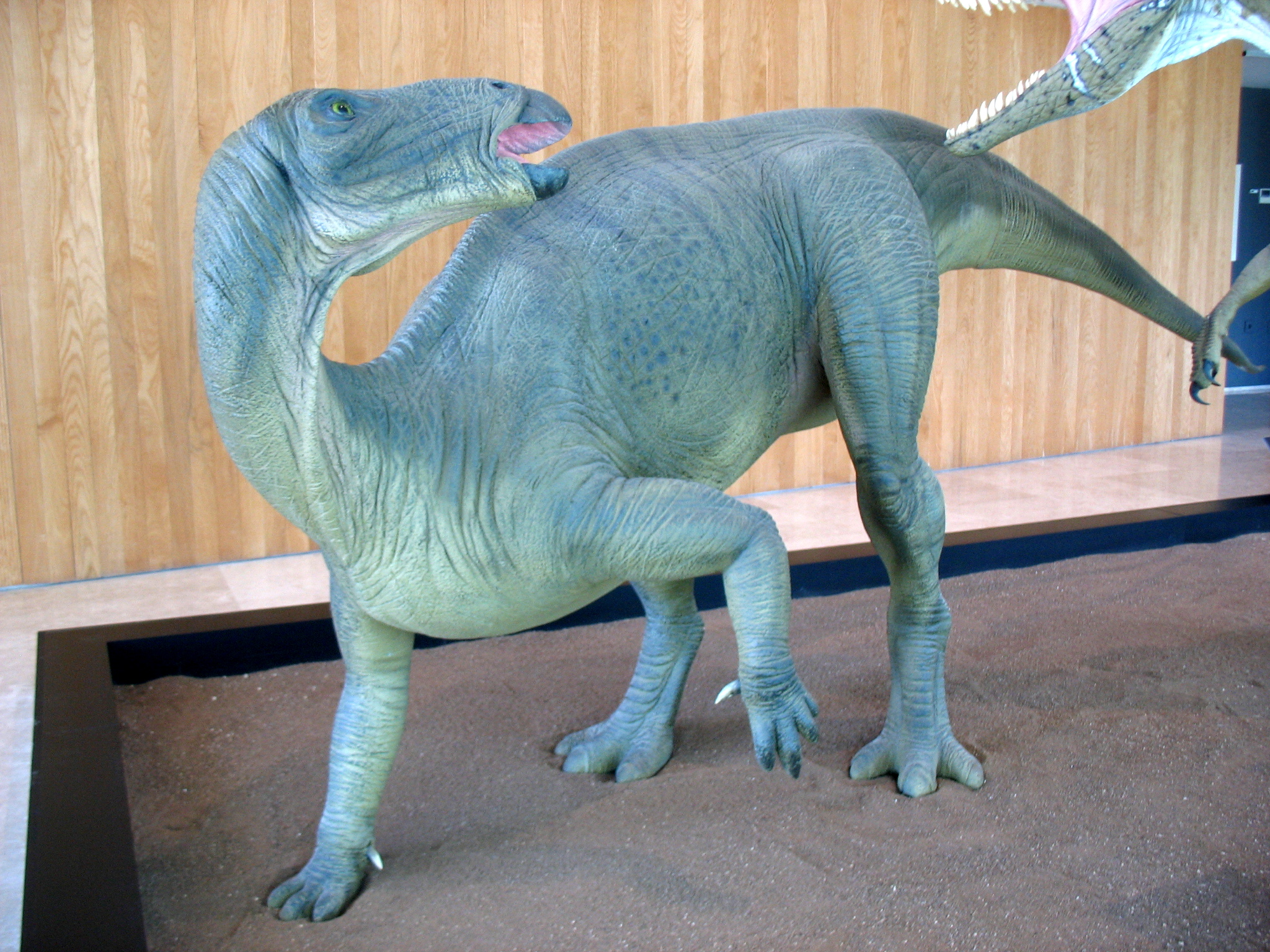
Ricostruzione museale

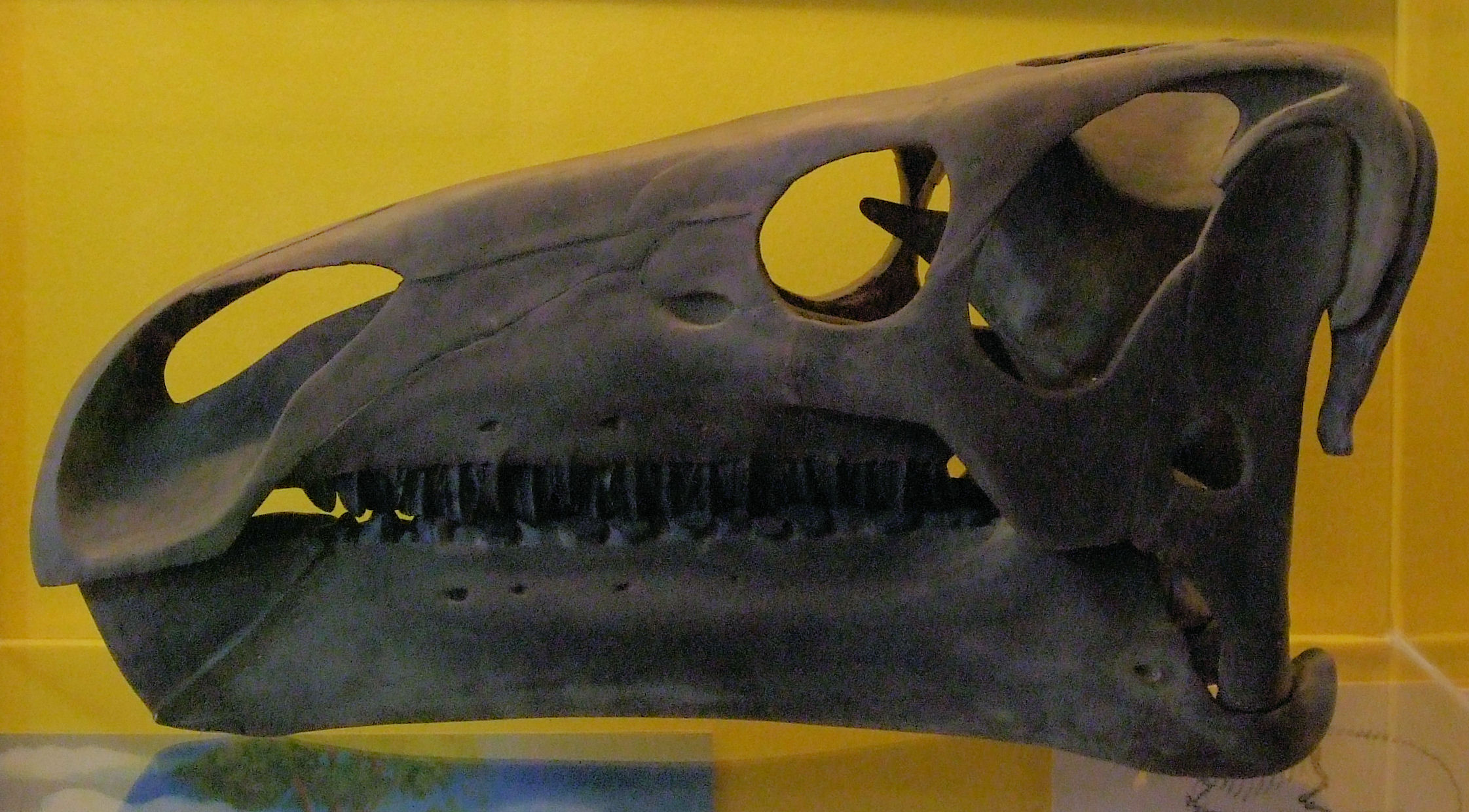
cranio

Assai simile al ben più noto Iguanodon, il mantellisauro era di costituzione più leggera e di taglia meno imponente: di norma un esemplare adulto superava di poco i cinque metri. Il cranio era meno massiccio e le zampe meno robuste, inoltre le vertebre dorsali erano dotate di proiezioni più allungate rispetto a quelle dell'iguanodonte. In ogni caso, i due animali erano abbondanti nei medesimi luoghi e nel medesimo tempo. Come l'iguanodonte, anche il mantellisauro era dotato di un "pollice - aculeo" negli arti anteriori, forse utilizzato a scopo difensivo.

## Fossili ridescritti
Il genere Mantellisaurus è stato descritto solo nel 2006, ma i resti fossili furono scoperti nel 1917 da Reginald Hooley, nell'Inghilterra meridionale. Hooley denominò i fossili Iguanodon atherfieldensis, dal nome del villaggio vicino al quale erano stati rinvenuti. Solo molti anni dopo, nel 2006, alcune analisi effettuate da Gregory Paul hanno permesso di stabilire che i fossili appartenevano non solo a una specie distinta di iguanodonte, ma addirittura a un genere diverso, più strettamente imparentato con Ouranosaurus che con lo stesso iguanodonte. Paul diede all'animale il nome generico di Mantellisaurus in onore di Gideon Algernon Mantell, colui che per primo scoprì i resti di Iguanodon. Alcuni resti fossili di un iguanodonte meno conosciuto, denominato Vectisaurus valdensis e noto principalmente per le vertebre allungate, potrebbero appartenere al mantellisauro.

## Sinonimi

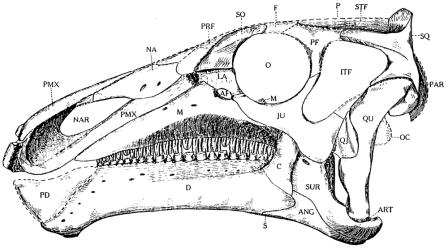
Cranio di Mantellisaurus originariamente descritto da Hooley

- Iguanodon atherfieldensis Hooley, 1925
- ?Cetiosaurus brachyurus Owen, 1842
- ?Heterosaurus neocomiensis Cornuel, 1850
- ?Sphenospondylus gracilis Lydekker, 1888
- ?Vectisaurus valdensis Hulke, 1879